# Pristimantis ardyae
Pristimantis ardyae es una especie de anfibio anuro de la familia Craugastoridae.

## Distribución geográfica
Esta especie es endémica de Ecuador. La Localidad tipo es la Reserva Ecológica Río Zúñag, Fundación Ecominga (01 ° 22 '31 .3" S, 78 ° 09 '43.5 "O), provincia de Tungurahua, Ecuador. Habita a 2200 m de altitud.

## Descripción
El holotipo del macho mide 19 mm.

## Etimología
Esta especie lleva el nombre en honor a Ardy van Ooij.

## Publicación original
- Reyes-Puig, Reyes-Puig & Yánez-Muñoz, 2013: Ranas terrestres del genero Pristimantis (Anura: Craugastoridae) de la Reserva Ecologica Rio Zunag, Tungurahua, Ecuador: Lista anotada y descripcion de una especie nueva. Avances en Ciencias e Ingenierías, vol. 5, p. B5-B13[2]